# Katarzyna Fagiewicz
Katarzyna Fagiewicz – polska geograf, dr hab. nauk o Ziemi, profesor uczelni Wydziału Geografii Społeczno-Ekonomicznej i Gospodarki Przestrzennej Uniwersytetu im. Adama Mickiewicza w Poznaniu.

## Życiorys
W 1993 ukończyła studia geograficzne na Uniwersytecie im. Adama Mickiewicza, w 2002 r. obroniła pracę doktorską pt. Wielowymiarowa analiza numerycznej mapy sozologicznej w skali 1:50000 jako podstawa przestrzennej diagnozy stanu środowiska przyrodnicznego: (na przykładzie wybranych obszarów województwa śląskiego), której promotorem był prof. Stefan Żynda, w 2017 r. habilitowała się na podstawie pracy zatytułowanej Przekształcenia struktury krajobrazowej obszarów odkrywkowej eksploatacji węgla brunatnego. Przykład Konińsko-Tureckiego Zagłębia Węgla Brunatnego.
Została zatrudniona na stanowisku adiunkta w Instytucie Turystyki Państwowej Wyższej Szkole Zawodowej im. Jana Amosa Komeńskiego w Lesznie, oraz w Instytucie Geografii Fizycznej i Kształtowania Środowiska Przyrodniczego na Wydziale Nauk Geograficznych i Geologicznych Uniwersytetu im. Adama Mickiewicza w Poznaniu.
Jest profesorem uczelni na Wydziale Geografii Społeczno-Ekonomicznej i Gospodarki Przestrzennej Uniwersytetu im. Adama Mickiewicza w Poznaniu, a także członkiem Rady Dyscypliny Naukowej –  Geografii Społeczno-Ekonomicznej i Gospodarki Przestrzennej Uniwersytetu im. Adama Mickiewicza w Poznaniu.